# Brun visseland
Brun visseland (Dendrocygna bicolor) är en fågel i familjen änder inom ordningen andfåglar, en av de mest geografiskt spridda i världen med förekomst på fyra kontinenter.

## Utseende och läten
Brun visseland är en relativt stor andfågel, 45–53 centimeter i längd. Den är som namnet avslöjar huvudsakligen rödaktigt brun, med långa ben och lång grå näbb. Ett karaktäristiskt drag är det vita bandet tvärsöver stjärten, som syns när den flyger. Liksom andra fåglar i sin grupp har den ett visslande läte som den ger ifrån sig både när den flyger och när den vistas på marken. 

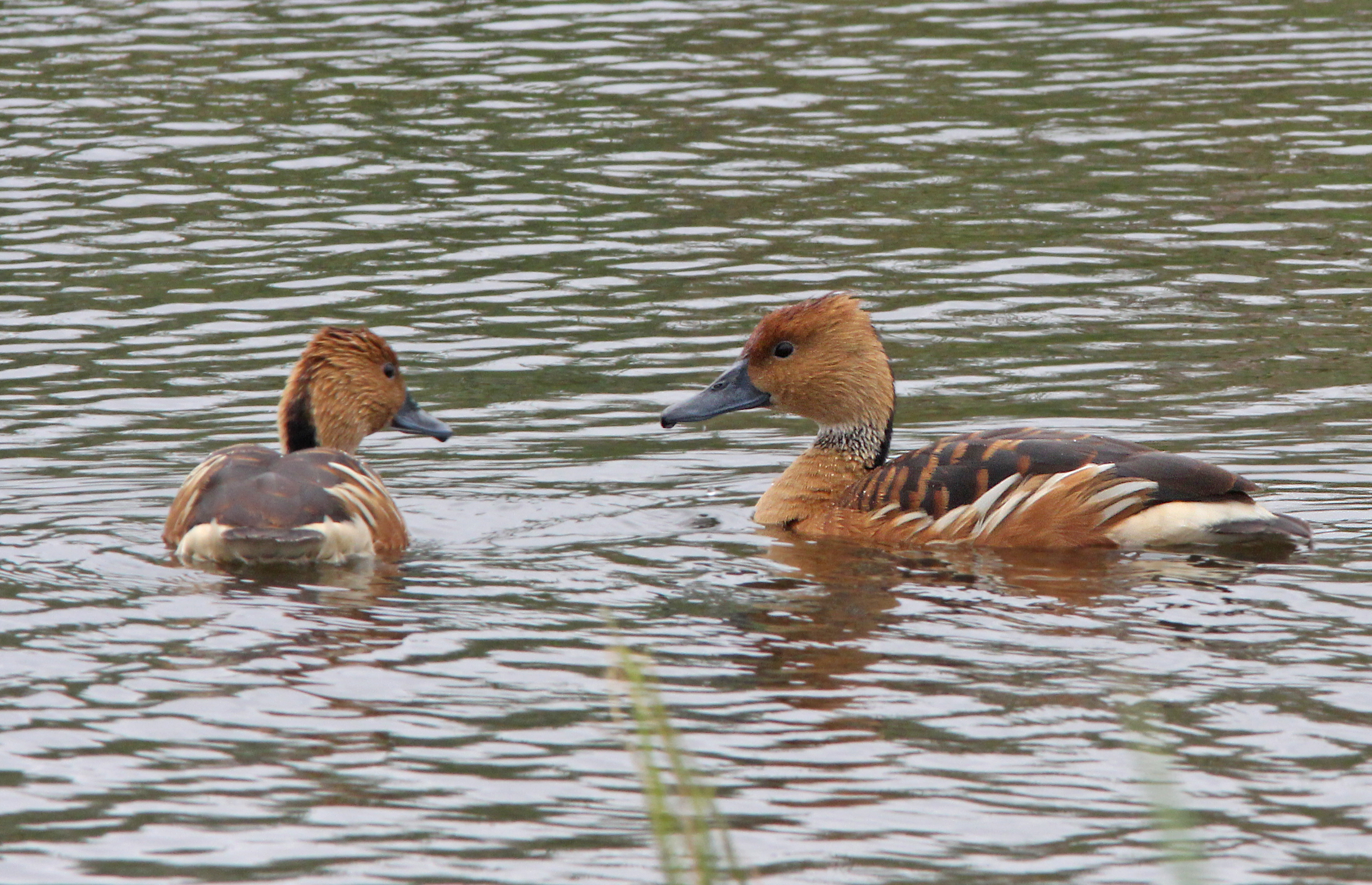
Ett par bruna visseländer i Weslaco, Texas, USA.

## Utbredning
Brun visseland förekommer från södra USA till Argentina samt i östra Afrika, på Madagaskar och i södra Asien. Denna utbredning är mycket ovanlig för fåglar. Arten förekommer inte enbart på fyra kontinenter utan även i fyra olika zoogeografiska regioner. De flesta individerna finns i deltan av floderna Niger och Senegal. Fågeln vandrar ofta och långt. På grund av dessa vandringar utvecklades inga underarter och populationen kan minska avsevärd i begränsade områden.
I Västpalearktis har arten tillfälligt påträffats i Azorerna, Marocko, Oman och Jemen. En förvildad population finns även på Kanarieöarna. För fynd i bland annat Storbritannien, Ungern, Spanien och Frankrike har härkomsten bedömts osäker.

## Levnadssätt
Brun visseland äter frön och andra växtdelar. Arten föredrar miljöer som grunda sjöar och risfält och andra våtmarker med riklig vegetation. Boet byggs av växtdelar och utan infodring. Det placeras i tät vegetation eller i ett hål i ett träd. En typisk kull består av tio vitaktiga ägg. De häckande vuxna, som bildar livslånga par, turas om med ruvandet. Äggen kläcks efter 24 till 29 dagar. De nykläckta ungarna är gråa och duniga och lämnar boet någon dag efter kläckningen. Föräldrarna fortsätter att skydda ungarna tills de blivit flygfärdiga ungefär nio veckor senare. 

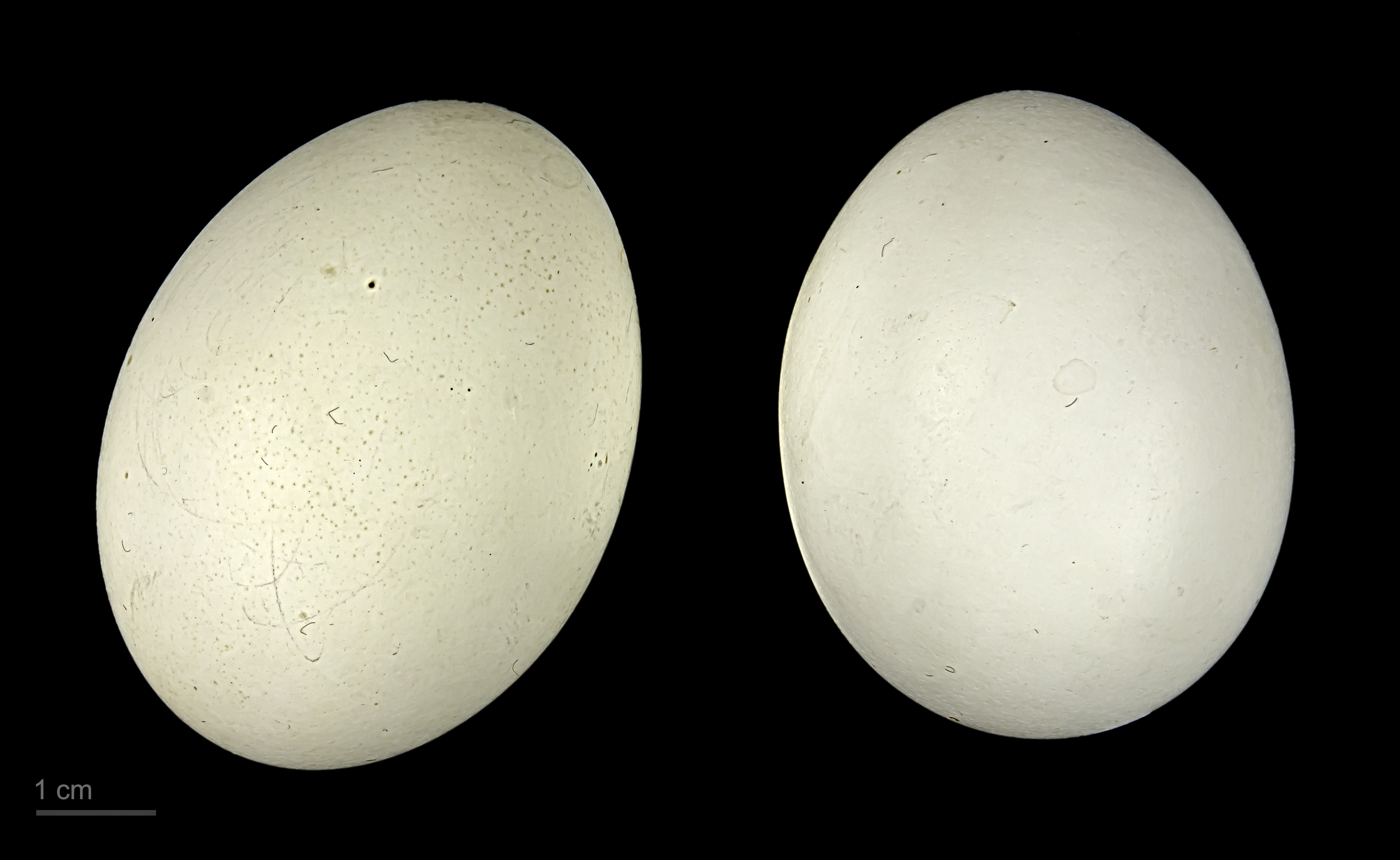
Ägg från brun visseland.

## Status och hot
Somliga anser att den är ett skadedjur i risodlingar. I en del områden jagas den för köttet. Trots jakten, förgiftning genom växtgifter och hotet från rovdjur bland däggdjur, fåglar och kräldjur är brun visseland inte sällsynt och anses inte hotad i sitt utbredningsområde. IUCN kategoriserar arten som livskraftig (LC). Världspopulationen uppskattas till mellan 1,3 och 1,5 miljoner individer.